# Союз союзов
Союз союзов — либеральное объединение профессионально-политических союзов, действовавшее во время революции 1905 года, лидером которого являлся П. Н. Милюков. По своему значению в революции 1905 года до
Манифеста 17 октября занял место «Союза Освобождения», объединявшего всю оппозиционную часть земской и профессиональной интеллигенции в 1904 году. Ко времени 1-й Думы Союз Союзов потерял свое значение, уступив место партии конституционных демократов.

## История
Движение по созданию профессионально-политических союзов зародилось в ходе «банкетной кампании» конца 1904 г.
Первый, учредительный, съезд Союза союзов открылся 8 мая 1905 года в Москве в доме Варвары Алексеевны Морозовой. Председательствовал на нем недавно вернувшийся из Америки П. Н. Милюков. Материалы съезда (прежде всего «Журнал совещания делегатов 14 всероссийских профессиональных союзов», проходившего в Москве 8 и 9 мая 1905 года) сохранились в фонде Союза союзов, в архиве Департамента полиции, а также в бумагах В. П. Кранихфельда. На съезд прибыли 60 человек, которые представляли 14 союзов, но в голосовании участвовали 56 человек, так как четыре делегата, принадлежавшие к большевикам, ушли с первого же заседания.
Общей политической платформой стало требование созыва Учредительного собрания. Сразу же по окончании съезда Союз союзов обратился с воззванием о необходимости объединить усилия для свержения самодержавия.
В разное время в «Союз союзов» входили: Союз земцев-конституционалистов, Союз инженеров и техников, Всероссийский союз железнодорожников, Союз рабочих печатного дела, Союз служащих правительственных учреждений, Союз учителей, Академический союз, Союз писателей, Союз конторщиков и бухгалтеров, Союз адвокатов, Союз медицинского персонала, Союз фармацевтов, Всероссийский крестьянский союз, Союз равноправности женщин. Всего в организациях «Союза союзов» было до 135 тыс. членов (без Всероссийского крестьянского союза) — в основном интеллигенция и служащие.
6—8 июня 1905 года состоялся II съезд Союза Союзов, принявший план организации союзов явочным порядком и включивший в свои ряды Крестьянский союз.
14—16 июля 1905 года в Финляндии в Териоки состоялся III съезд Союза Союзов, обсуждавший вопрос об отношении к Булыгинской Государственной думе. Большинство — 9 союзов — высказалось за активный бойкот выборов и проведение массовых демонстраций.
Союз союзов участвовал в проведении всеобщей политической стачки в октябре 1905 года, политических забастовках в ноябре и декабре 1905 в Санкт-Петербурге, в декабре в Москве, оказывал финансовую поддержку революционным партиям и организациям, выделял средства на вооружение боевых дружин, через Комиссию по амнистии помогал бывшим политзаключённым.
Находился в контакте с Петербургским советом рабочих депутатов, делегировал в его состав своих членов.
За время существования объединения его руководство значительно поправело, в результате чего Союз распался в 1906 г. Руководство Союза перешло в кадетскую партию.